# Nati nel 1713
| Questa pagina contiene informazioni ricavate automaticamente dalle voci biografiche con l'ausilio del template Bio e di un bot. L'aggiornamento è periodico e automatico e ricostruisce completamente la pagina. Se manca una persona in questa lista, sei pregato di non aggiungerla, ma accertati piuttosto che la sua voce biografica contenga il template Bio e che i dati anagrafici siano correttamente compilati. Se il template Bio manca, inseriscilo tu stesso o, in alternativa, metti l'avviso {{tmp\|Bio}} che ne segnala la mancanza. Se i dati riportati sono sbagliati, correggi direttamente la voce biografica; le modifiche saranno visibili in questa lista entro pochi giorni. Per chiarimenti vedi il progetto biografie. La lista contiene solo le 116 persone che sono citate nell'enciclopedia e per le quali è stato implementato correttamente il template Bio. Pagina aggiornata al 10 lug 2025. |

## Gennaio(8)
- 2 gennaio - Marie Dumesnil, attrice teatrale francese († 1803)
- 5 gennaio - Jorge Juan y Santacilia, matematico e scienziato spagnolo († 1773)
- 7 gennaio - Giovanni Battista Locatelli, impresario teatrale e librettista italiano
- 13 gennaio - Charlotte Charke, attrice teatrale inglese († 1760)
- 17 gennaio - Jean-Chrétien Fischer, militare tedesco († 1762)
- 22 gennaio - Marc-Antoine Laugier, teorico dell'architettura e storico dell'architettura francese († 1769)
- 29 gennaio - Edme-François Mallet, storico e teologo francese († 1755)
- 30 gennaio - Carlo Giuseppe Vespasiano Berio, presbitero e abate italiano († 1794)

## Febbraio(5)
- 5 febbraio - Girolamo Ferri, presbitero e filologo italiano († 1786)
- 11 febbraio - Diane Adélaïde de Mailly, francese († 1769)
- 14 febbraio - Vittoria Ligari, pittrice italiana († 1783)
- 16 febbraio - Francisco de Solís Folch de Cardona, cardinale e arcivescovo cattolico spagnolo († 1775)
- 28 febbraio - Louis-Auguste-Augustin d'Affry, ufficiale francese († 1793)

## Marzo(5)
- 5 marzo - Edward Cornwallis, generale britannico († 1776)
- 5 marzo - Frederick Cornwallis, arcivescovo anglicano e teologo inglese († 1783)
- 8 marzo - Gian Carlo Passeroni, poeta e abate italiano († 1803)
- 9 marzo - Pëtr Borisovič Šeremetev, ufficiale russo († 1788)
- 15 marzo - Nicolas-Louis de Lacaille, astronomo francese († 1765)

## Aprile(10)
- 2 aprile - Pier Francesco Foggini, antiquario, storico e archeologo italiano († 1783)
- 7 aprile - Nicola Sala, compositore italiano († 1801)
- 10 aprile - John Whitehurst, orologiaio e scienziato britannico († 1788)
- 11 aprile - Luise Kulmus Gottsched, poetessa, scrittrice e saggista tedesca († 1762)
- 12 aprile - Guillaume-Thomas François Raynal, scrittore francese († 1796)
- 13 aprile - Pierre de Jélyotte, tenore francese († 1797)
- 16 aprile - Jan Jiří Benda, violinista e compositore boemo († 1752)
- 19 aprile - Grigorij Andreevič Spiridov, ammiraglio russo († 1790)
- 21 aprile - Louis de Noailles, nobile francese († 1793)
- 24 aprile - Serafino Filangieri, arcivescovo cattolico italiano († 1782)

## Maggio(10)
- 2 maggio - Thomas Bond, medico e chirurgo statunitense († 1784)
- 3 maggio - Alexis Clairault, matematico e astronomo francese († 1765)
- 6 maggio - Charles Batteux, filosofo francese († 1780)
- 13 maggio - Luigi Francesco di Monteynard, generale e politico francese († 1791)
- 15 maggio - Jozef Karol Hell, ingegnere e inventore slovacco († 1789)
- 17 maggio - Élie Bertrand, teologo, geologo e naturalista svizzero († 1797)
- 22 maggio - Giovanni Antonio Ruzzini, politico e diplomatico italiano († 1768)
- 24 maggio - Joseph Maria von Thun und Hohenstein, vescovo cattolico austriaco († 1763)
- 25 maggio - John Stuart, III conte di Bute, nobile, politico e botanico britannico († 1792)
- 31 maggio - Giuseppe Maria Buonaparte, nobile e politico italiano († 1763)

## Giugno(4)
- 10 giugno - Carolina Elisabetta di Hannover, principessa britannica († 1757)
- 13 giugno - Antonio Maria Ambrogi, letterato e latinista italiano († 1788)
- 15 giugno - Niccolò Angelisti, religioso italiano († 1786)
- 17 giugno - Antonio Eugenio Visconti, cardinale e arcivescovo cattolico italiano († 1788)

## Luglio(7)
- 8 luglio - Martino Ignazio Caracciolo, arcivescovo cattolico, diplomatico e politico italiano († 1754)
- 9 luglio - John Newbery, scrittore e editore britannico († 1767)
- 13 luglio - Gaetano Matteo Pisoni, architetto svizzero († 1782)
- 16 luglio - Carlo Murena, architetto italiano († 1764)
- 18 luglio - Robert Dundas il Giovane, giurista scozzese († 1787)
- 22 luglio - Jacques-Germain Soufflot, architetto francese († 1780)
- 27 luglio - Sofia Carlotta di Brandeburgo-Bayreuth, nobildonna tedesca († 1747)

## Agosto(7)
- 1º agosto - Carlo I di Brunswick-Wolfenbüttel, nobile († 1780)
- 4 agosto - Elisabetta Albertina di Sassonia-Hildburghausen, principessa († 1761)
- 6 agosto - Marie Sophie de Courcillon, nobile francese († 1756)
- 10 agosto - Giovanni Anastasio Pozzobon, poeta e tipografo italiano († 1785)
- 17 agosto - Antoine de Malvin de Montazet, nobile e arcivescovo cattolico francese († 1788)
- 18 agosto - Maria Crocifissa Costantini, religiosa italiana († 1787)
- 25 agosto - Vijaya Raghunatha Raya Tondaiman I, indiano († 1769)

## Settembre(6)
- 7 settembre - Felicita Sartori, miniaturista e pittrice italiana († 1782)
- 10 settembre - Gowin Knight, fisico britannico († 1772)
- 10 settembre - John Turberville Needham, biologo e presbitero inglese († 1781)
- 21 settembre - Domingo de Bonechea, esploratore spagnolo († 1775)
- 23 settembre - Ferdinando VI di Spagna, re spagnolo († 1759)
- 27 settembre - Francesco Androsi, scultore italiano († 1785)

## Ottobre(13)
- 1º ottobre - Jean Baptiste Denisart, magistrato francese († 1765)
- 3 ottobre - Antoine Dauvergne, compositore e violinista francese († 1797)
- 5 ottobre - Denis Diderot, filosofo, critico d'arte e enciclopedista francese († 1784)
- 12 ottobre - Johann Ludwig Krebs, compositore e organista tedesco († 1780)
- 12 ottobre - Pierre-François Muyart de Vouglans, avvocato e giurista francese († 1791)
- 13 ottobre - Allan Ramsay, pittore britannico († 1784)
- 15 ottobre - Girolamo Spinola, cardinale e arcivescovo cattolico italiano († 1784)
- 20 ottobre - James Cecil, VI conte di Salisbury, nobile britannico († 1780)
- 20 ottobre - Vittorio Filippo Ferrero-Fieschi, nobile, militare e diplomatico italiano († 1777)
- 21 ottobre - James Steuart, economista britannico († 1780)
- 23 ottobre - Pieter Burman il Giovane, filologo classico olandese († 1778)
- 24 ottobre - Marie Fel, soprano francese († 1794)
- 25 ottobre - Marie-Jeanne Riccoboni, scrittrice e attrice teatrale francese († 1792)

## Novembre(6)
- 1º novembre - Antonio Genovesi, scrittore, filosofo e economista italiano († 1769)
- 6 novembre - Thomas Osborne, IV duca di Leeds, nobile, politico e magistrato inglese († 1789)
- 14 novembre - Blasius Columban von Bender, generale austriaco († 1798)
- 24 novembre - Junípero Serra, missionario spagnolo († 1784)
- 24 novembre - Laurence Sterne, scrittore e religioso irlandese († 1768)
- 28 novembre - Georg Friedrich Brander, inventore tedesco († 1783)

## Dicembre(7)
- 4 dicembre - Gasparo Gozzi, letterato e giornalista italiano († 1786)
- 4 dicembre - Tommaso Maria Mamachi, teologo e storico italiano († 1792)
- 5 dicembre - Matthijsz Nicolaas Aartman, illustratore e pittore olandese († 1793)
- 9 dicembre - Giuseppe Capocchiani, vescovo cattolico italiano († 1788)
- 14 dicembre - Martin Knutzen, filosofo tedesco († 1751)
- 19 dicembre - Teresa Maria Anna di Schleswig-Holstein-Sonderburg-Wiesenburg, nobildonna tedesca († 1745)
- 27 dicembre - Giovanni Battista Borra, architetto e disegnatore italiano († 1786)

## Senza giorno specificato(28)
- Giuseppe Allegranza, religioso, archeologo e bibliotecario italiano († 1785)
- Giuseppe Arena, compositore e organista italiano († 1784)
- Samuel Anton Bach, organista tedesco († 1781)
- Giovanna Bonanno, serial killer italiana († 1789)
- Callinico IV di Costantinopoli, arcivescovo ortodosso greco († 1791)
- Cezayirli Gazi Hasan Pascià, militare e politico ottomano († 1790)
- Michele Deconet, violinista italiano († 1799)
- Sergej Vasil'evič Gagarin, nobile e politico russo († 1782)
- Brizio Giustiniani, doge († 1778)
- Jean-Paul de Gua de Malves, abate, matematico e economista francese († 1785)
- Giuseppe Antonio Landi, architetto, pittore e disegnatore italiano († 1791)
- Facundo Lozano, teologo e medico spagnolo († 1788)
- Bernardo Mantero, scultore italiano († 1798)
- Giovanni Marchelli, matematico e gesuita italiano († 1764)
- Giammaria Ortes, filosofo, matematico e economista italiano († 1790)
- Thomas Pakenham, I barone di Longford, politico irlandese († 1766)
- Peter di Hannover († 1785)
- John Reynolds, ammiraglio e politico britannico († 1788)
- Jean-Baptiste Sahuguet d'Amarzit d'Espagnac, militare francese († 1783)
- Paolo Scalabrini, compositore italiano († 1806)
- Rudolf Schraffl, architetto austriaco († 1768)
- Humphrey Waldo Sibthorp, botanico britannico († 1797)
- James Stuart, architetto, pittore e archeologo britannico († 1788)
- Domingo Miguel Bernabé Terradellas, compositore spagnolo († 1751)
- Francesco Ventretti, matematico italiano († 1784)
- Wang Xihou, funzionario cinese († 1777)
- Girolamo Francesco Zanetti, storico, filologo e numismatico italiano († 1782)
- Mateusz Zwierzchowski, compositore e organista polacco († 1768)